# ユール (デンマーク)

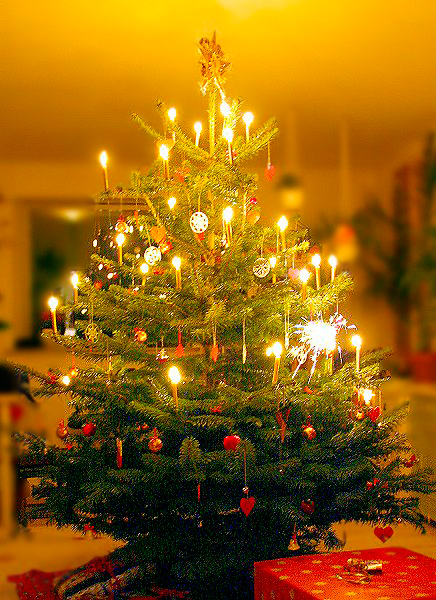
デンマークのクリスマスツリー（Juletræet）

デンマークのクリスマス、ユール（丁: Jul）は、12月の間中の祝祭であり、アドベント開始時または12月1日に始まり様々な伝統がある。クリスマス・イヴ（Juleaften）はユールの主要行事であり、2日間のクリスマス休日前の夕方である12月24日の夕方に祝う 。デンマークでは、他の休日の前夜にも祝う習慣がある。

## クリスマス・イヴ
クリスマスには、手の込んだ夕食を家族と一緒に食べる。通常は、ローストポーク、ローストダック、ローストグース、または詰め物入りシチメンチョウに、ジャガイモ、カラメルポテト、赤キャベツとたっぷりのグレイビーソースを添える。デザートには冷たいライスプディング、Ris á l'amande に温かいチェリーソースを添えて供され、伝統的に1粒のアーモンドが埋められる。幸運にもこのアーモンドを見つけた人は、ささやかな贈り物を勝ち取る。ライスプディングのデザートを、Lillejuleaften （リトル・ユール・イヴ）の23日に供された粥の残りに、シナモン、ブラウン・シュガーとバターを加えて作る伝統を守る家庭もある。これは温かくして果物の飲み物または甘いモルト・ビールとともに食べる。
食事が終わると、家族はJuletræet （クリスマスツリー）を囲んで踊りクリスマス・キャロルを歌い、「Nu er det jul igen」（今再びユールだ）および「Et barn er født i Bethlehem」（ベツレヘムに神の子が生まれた）といったように讃える。歌い終わると、ツリーの下に隠したプレゼントを子供により渡したり、順番に渡したりする。プレゼントを開けた後、軽食やキャンディ、菓子、時には伝統的なグロッグが供される。

## 教会への訪問
デンマークには、クリスマス・イヴの24日午後に教会を訪れる伝統がある。ルカによる福音書2章の節があり、24日は公式なクリスマス祝日ではないため、近年までこの日に応式な儀式はなかった。
ほとんどの教会は、明確に定義された儀式がある公式なクリスマス休日の12月25日、26日両日に、クリスマスの催しを行う。
クリスマス・イヴに教会に行くことは非常に人気となっている。12月24日の催しは人口の3分の1が参加する、年間で断然来訪者数が多い催しである。

## クリスマスランチ

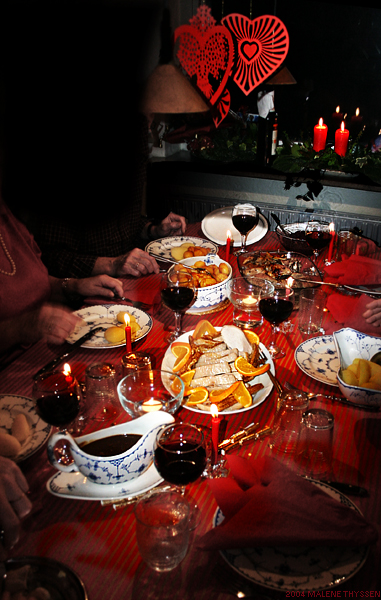
クリスマスディナー（Julemiddag）

ユールの期間を通じ、ユールのディナーまたはランチが用意される。12月24日の前に、ほとんどの職場、組合、学校、サッカーチーム、または幅広い友人の集まりでJulefrokost （クリスマスランチ）が準備される。これは1月まで続くこともある。この食事には多くの料理と飲み物がつきものであり、金曜日または土曜日の夜に開催される。
12月24日の後、通常は公的祝日であるクリスマスとその翌日に、親族によるFamiliejulefroko （家族のクリスマスランチ）が準備される。通常より多くの料理があり、昼から夕方まで開催される。
デンマークではユールの期間中、標準的に３回か4回のJulefrokoster と1回か2回のFamiliejulefrokoster に参加する。
典型的なクリスマスランチにはビールとスナップスがつきものである。様々な魚のコース、ニシンや、切り身のフライ、ラムネードソース添えのオープンサンドイッチで始まる。ニシンのコースにはRugbrød （デンマークの平たい全粒粉ライ麦パン）の酢漬けのニシンのせがある。魚のコースにはまた、通常ウナギの燻製、スモークサーモンがある。続いてソーセージ、揚げミートボール、ボイルしたハムやレバーペーストといった、温かいまたは冷製の肉が、赤または緑キャベツの煮込み料理を添えて供される。デザートは通常チーズとライスプディングである。時々、だれかが「Skål」と叫んで乾杯し、全員が食事を止めて酒を飲む。通常。この伝統的パーティの後に運転して帰ることがないように、このイベントには公共交通機関を使う。

## クリスマスカレンダー
デンマークはドイツのアドベントカレンダーの伝統を取り入れて拡張した。12月1日から24日までの毎日を記すJulekalender を持つことが一般的である。絵を描いた厚紙や、チョコレートなどの菓子で作ることが多い。手作りから既製品まで様々な形状であり、ユールの純粋な物語が付いていたり、スクラッチカード付きのものさえある。
人気の種類はGavekalender （ギフトカレンダー）である。これはクリスマス・イヴまでの24日間すべての日々の贈り物を記す機能に加えて、日曜日に贈り物でなくアドベントの4回の日曜日を記すアドベントカレンダーの機能も持つ。
1962年にデンマーク放送協会が始めたデンマークの特別なカレンダーの伝統は、クリスマス・イヴに終わるちょうど24個のエピソードを持つテレビ番組である。この伝統はクリスマス期間の独自制作やテレビ番組のいずれかのテレビカレンダーとして、すべての大手テレビ系列で非常に一般的となっている。テレビカレンダーの伝統は、スカンディナヴィアの他国でも取り入れられている。

## クリスマス休暇
12月末には休日が集中するため、クリスマスと新年の間に多く仕事を休むことなく、休暇を取ることができる。この休暇は「Juleferie」（ユールの休暇）と呼ばれ、通常12月24日からだいたい1月1日までの期間と考えられる。

## その他の伝統

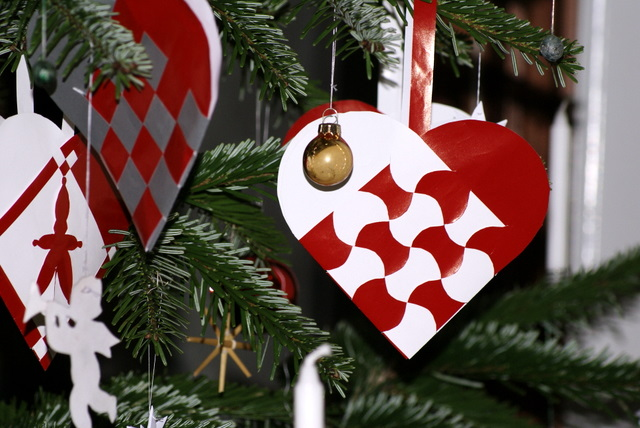
Julehjerter （クリスマスのハート）

デンマークでは、サンタクロースはJulemanden （「ユールの男」の意味）として知られ、トナカイが引くそりで、子供達への贈り物を持って訪れると言われている。彼のクリスマスの仕事は、伝統的に屋根裏や納屋のような場所に住むと信じられているユールニッセ（julenisser、または単にニッセ）として知られるエルフの助けを得る。ある伝統では、これらニッセの好意と助けを保つために、子供達は24日の午後に皿にミルク、ライスプディング、またはお菓子を出して、ユールの朝に食べ物が無くなることを喜ぶ。
デンマークの家庭では、Kravlenisse （登るニッセ）と呼ばれるニッセの厚紙の切り抜き絵を、絵や本棚に飾る。これは20世紀はじめに開始したデンマーク独特の伝統である。
Julehjerter と呼ばれるクリスマスのハートは手作りの飾りで、クリスマスツリーに吊るす。子供と家族は様々な色の光沢紙でハートを作る。
聖ルチア祭は12月13日に祝う。

## 歴史
1770年まで、クリスマス休日にはクリスマスの3日目（12月27日）と1月6日の公現祭（前夜の1月５日に祝う）が含まれていた。その後、クリスマスと2日目のみが祝日となり、1月6日が祝祭日となった。